# 阿尔芒·路易·德·贡托
阿尔芒·路易·德·贡托（法語：Armand Louis de Gontaut，法語發音：[aʁmɑ̃ lwi də ɡɔ̃to]；1747年4月13日—1793年12月31日）， 法国军人和政治家。美国独立战争中的法军指挥官。1788年继承叔父比龙公爵的爵位（duc de Biron），又称洛赞公爵（duc de Lauzun）。在拥护法国大革命的贵族中，唯有他在恐怖时期被送上断头台。
比龙公爵生于巴黎，1723年洛赞公爵安托万（1633-1723）去世后，由他的侄女继承洛赞公爵。洛赞女公爵是比龙公爵夏尔·阿尔芒·德·贡托（1661-1756）之妻，夏尔·阿尔芒·德·贡托将比龙公爵和洛赞公爵传给儿子路易·安托万·德·贡托(1700–1788)，路易·安托万·德·贡托是阿尔芒·路易·德·贡托的叔父，1788年叔父死后，阿尔芒·路易·德·贡托继承了比龙公爵和洛赞公爵的爵位。
比龙公爵在1779年招募殖民军队，占领塞内加尔。在美国独立战争中，在罗尚博伯爵麾下作战。1789年回法国，在1792年的战争中，他在比利时率1万人开往蒙斯，但在基耶夫兰败于劣势之敌，后来又在西线指挥作战失利，1793年7月被解职。
臭名昭著的让-巴蒂斯特·卡里耶指责他“缺乏公民美德”（在恐怖统治时期相当于叛国罪）和过度宽大叛乱分子，1793年7月解职后被囚禁在修道院，革命法庭判处他死刑和上断头台，1794年6月27日由他的妻子阿梅莉·德·布夫莱尔（Amélie de Boufflers）执行。